# Mick Herron

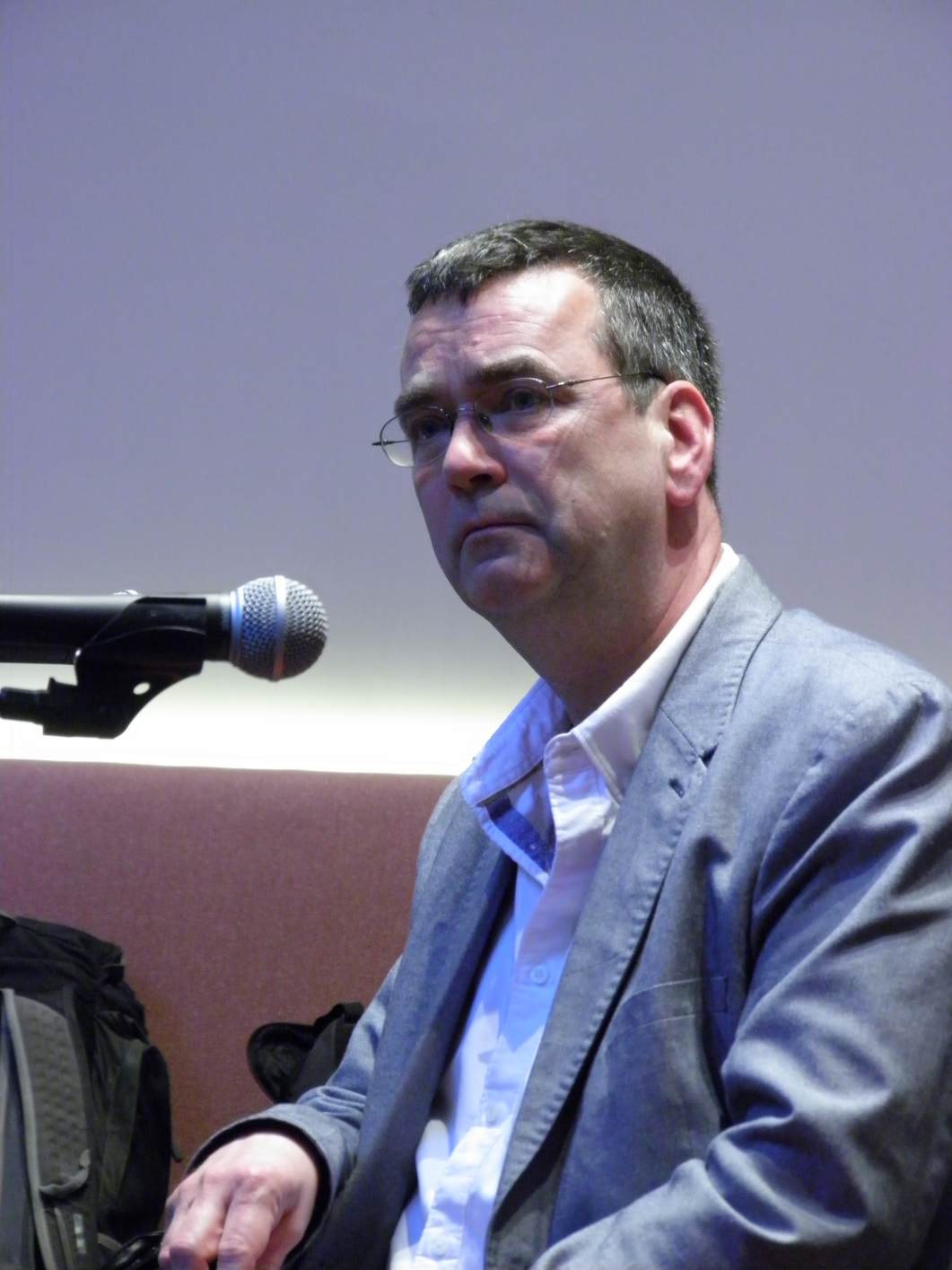
Mick Herron, 2018

Mick Herron (* 11. Juli 1963 in Newcastle-upon-Tyne, Großbritannien) ist ein englischer Schriftsteller. Seine Reihe von Spionageromanen um Jackson Lamb wurde vielfach ausgezeichnet, u. a. mit dem CWA Gold Dagger for Best Crime Novel.

## Leben
Herron studierte in Oxford englische Literatur. Später arbeitete er als Korrektor bei einer juristischen Fachzeitschrift. 2003 erschien sein erster Kriminalroman Down Cemetery Road, dem sich eine Reihe weiterer Romane anschlossen, in deren Mittelpunkt die Oxforder Privatdetektivin Zoë Boehm stand. 
Im Jahr 2010 erschien mit Slow Horses der erste Band einer Reihe von Spionageromanen um Jackson Lamb und das Slough House, eine Außenstelle des MI5 für kalt gestellte Agenten. Wie auch die Zoë-Boehm-Reihe waren die Bücher zuerst nicht sehr erfolgreich, die Fortsetzungen erschienen nur in den Vereinigten Staaten, bis 2015 John Murray Paperbackausgaben der Romane herausgab. 2016 konnte Herron erstmals in seinem Brotberuf pausieren. Sieben Jahre nach seiner Erstpublikation wurde Slow Horses 2017 von der britischen Buchhandelskette Waterstones als Thriller des Monats beworben. 2019 gab Herron den Beruf als Korrektor auf und konzentrierte sich ganz auf seine Tätigkeit als Schriftsteller.
Der Diogenes Verlag veröffentlicht seit 2018 deutsche Übersetzungen der Slough-House-Reihe um Jackson Lamb. Im Jahr 2022 wurde die Fernsehserie Slow Horses – Ein Fall für Jackson Lamb bei Apple TV+ veröffentlicht, die auf Herrons Büchern basiert. Die Titelrolle spielt Gary Oldman.
Mick Herron lebt in Oxford und London.

## Romane

### Zoë-Boehm-Reihe
- 2003 Down Cemetery Road
- 2004 The Last Voice You Hear
- 2006 Why We Die
- 2009 Smoke and Whispers

### Slough-House-Reihe um Jackson Lamb
- 2010 Slow Horses
  - dt. Slow Horses, aus dem Englischen von Stefanie Schäfer, Diogenes, Zürich 2018, ISBN 978-3-257-07018-7.
- 2013 Dead Lions
  - dt. Dead Lions, aus dem Englischen von Stefanie Schäfer, Diogenes, Zürich 2019, ISBN 978-3-257-60979-0.
- 2013 The List (Novelle)
- 2016 Real Tigers
  - dt. Real Tigers, aus dem Englischen von Stefanie Schäfer, Diogenes, Zürich 2020, ISBN 978-3-257-30080-2.
- 2017 Spook Street
  - dt. Spook Street, aus dem Englischen von Stefanie Schäfer, Diogenes, Zürich 2021, ISBN 978-3-257-30084-0.
- 2018 London Rules
  - dt. London Rules, aus dem Englischen von Stefanie Schäfer, Diogenes, Zürich 2022, ISBN 978-3-257-30093-2.
- 2018 The Marylebone Drop (Novelle)
- 2019 Joe Country
  - dt. Joe Country, aus dem Englischen von Stefanie Schäfer, Diogenes, Zürich 2023, ISBN 978-3-257-30096-3.
- 2020 The Catch (Novelle)
- 2021 Slough House
  - dt. Slough House, aus dem Englischen von Stefanie Schäfer, Diogenes, Zürich 2024, ISBN 978-3-257-30111-3.
- 2022 Bad Actors
- 2022 Standing by the Wall (Novellen-Sammelband mit zusätzlicher Geschichte)

### Weitere Romane
- 2008 Reconstruction
- 2015 Nobody Walks
- 2018 This Is What Happened

Obwohl sie nicht Teil der Slough-House-Reihe sind, verwenden Reconstruction und Nobody Walks mehrere der bekannten Figuren und bieten einige Hintergrundgeschichten. In der Handlung spielt Reconstruction vor Slow Horses, während Nobody Walks nach The List und vor Spook Street angesiedelt ist.